# في بيتنا روبوت (مسلسل)
في بيتنا روبوت، مسلسل تلفزيوني مصري، من إخراج وليد الحلفاوي، وتأليف أحمد محيي ومحمد المحمدي. تم بثه لأول مرة 24 يناير 2021.

## قصة المسلسل
هُناك شاب يُدعى «يوسف» يعمل على مشروع تصنيع إنسان آلي بذكاء اصطناعي، وحينما ينجح في تصنيع النموذجين زومبا ولذيذ، سرعان ما تنقلب حياته وحياة عائلته رأسًا على عقب.

## الممثلين
شارك في المُسلسل عددًا من الفنانين:
- شيماء سيف بدور «زومبا»
- عمرو وهبة بدور «لذيذ»
- هشام جمال بدور «يوسف»
- مصطفي غويبه بدور«محمد»
- ليلى أحمد زاهر بدور «سارة»
- دلال عبد العزيز بدور «ميرفت أم يوسف»
- شيرين بدور « أم سارة»
- محمد أسامة (أوس أوس) «ضيف شرف»
- ناهد السباعي «ضيف شرف»
- هشام ماجد «ضيف شرف»
- طه دسوقي بدور «علاء»
- حسين نصار بدور «رامي»
- هنادي مهنا «ضيفة شرف»
- إيمي الجندى
- أحمد زاهر «ضيف شرف»
- إسلام إبراهيم «ضيف شرف»
- بيومي فؤاد «ضيف شرف»
- دنيا سامي بدور «هدير»
- محمد أوتاكا (ياسر أوتاكا/ياسر فيصل) بدور «عرفة»
- ومحمد عبد الرحمن «ضيف شرف»
- ياسمين رحمي بدور «ريم»
- يسرا المسعودي
- حنان سليمان «ضيفة شرف»
- سامي مغاوري «ضيف شرف»
- عارفة عبد الرسول «ضيفة شرف»
- عصام عمر
- مي دياب
- شروق أيمن
- مجدي البحيري
- نانسي حماد
- محمد دياب
- سامر المنياوي
- يوسف البسيوني
- طارق نجيب
- جهاد عصام
- محمد حكيم
- نادية عباس
- أحمد يحيى
- زكي لوجو (زكي حسين)
- نشوة طلعت
- محمد السادات
- أحمد علاء
- جو فهمي
- محمد عرفات
- يسري عبد الله
- أماني فتحي
- أحمد عزت
- لبنى قدري
- ياسر جودة
- مهند رجب
- إبراهيم مصطفى
- نادر مصطفى
- نور صالح
- عمر أسامة بدور «طفل»
- نيللي محمود بدور «لبنى»

## وصلات خارجية
- في بيتنا روبوت على موقع IMDb (الإنجليزية)
- في بيتنا روبوت على موقع قاعدة بيانات الأفلام العربية
- في بيتنا روبوت على موقع كينوبويسك (الروسية)